# Плав'я (Стрийський район)
Пла́в'я — село в Україні, у Стрийському районі Львівської області. Населення становить 1372 особи. Орган місцевого самоврядування — Козівська сільська рада.

## Назва

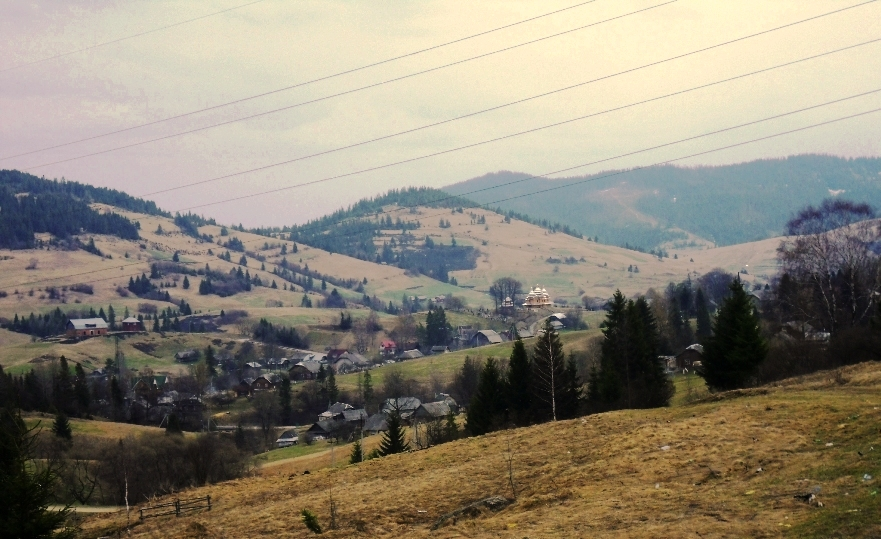
Гірський ландшафт села

У 1989 р. назву села Плаве було змінено на одну літеру.

## Географія
Село Плав'я розташоване на півдні Львівської області в південно-західній частині Стрийського району на відстані 26 км від колишнього районного центру — міста Сколе.
Площа села становить 3061 га (30,61 кв.км), що становить 0,14 % площі області.
Сусідами поселення є на півночі село Риків, на сході — села Головецько і Пшонець, на південному сході — село Тернавка, на півдні — село Кальне та село Хітар, на заході — село Тухолька, на північному заході — село Орява.

## Населення
Згідно з переписом УРСР 1989 року чисельність наявного населення села становила 1357 осіб, з яких 661 чоловік та 696 жінок.
За переписом населення України 2001 року в селі мешкала 1371 особа.
Станом на 01.01.2010 р. в с. Плав'я проживало 1372 особи.

### Мова
Розподіл населення за рідною мовою за даними перепису 2001 року:
| Мова       | Відсоток |
| ---------- | -------- |
| українська | 99,78 %  |
| російська  | 0,15 %   |
| молдовська | 0,07 %   |

## Відомі мешканці

### Народились
- Король Ярослава Антонівна — львівська художниця;
- Антоній (Масендич) — єпископ Російської православної церкви, єпископ Барнаульський і Алтайський;
- Полянчич Михайло Михайлович — український політик, народний депутат України.

## Культові споруди

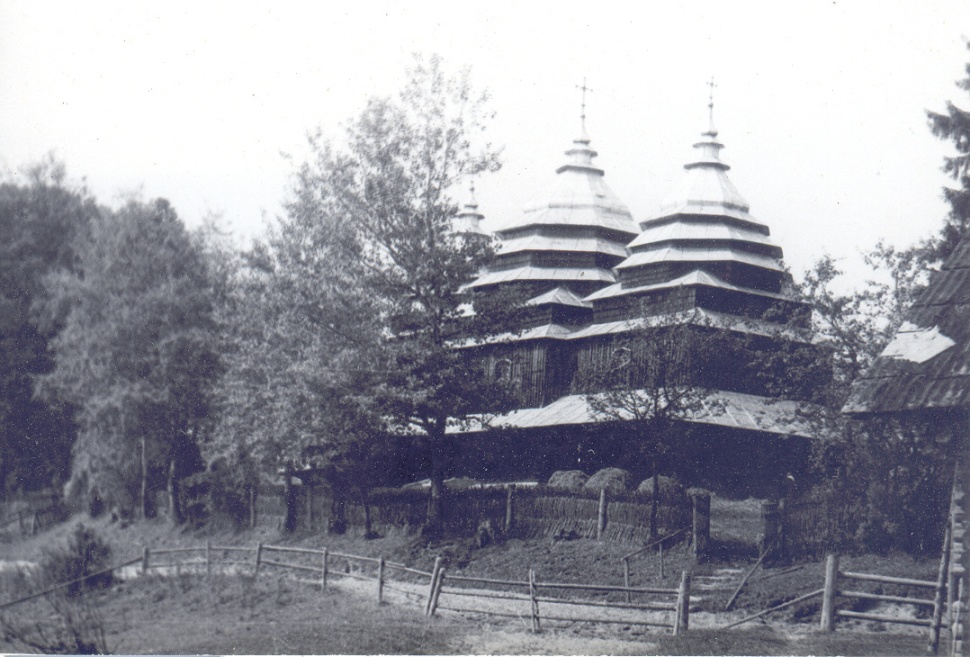
Церква Архистратига Михаїла (1964 рік).
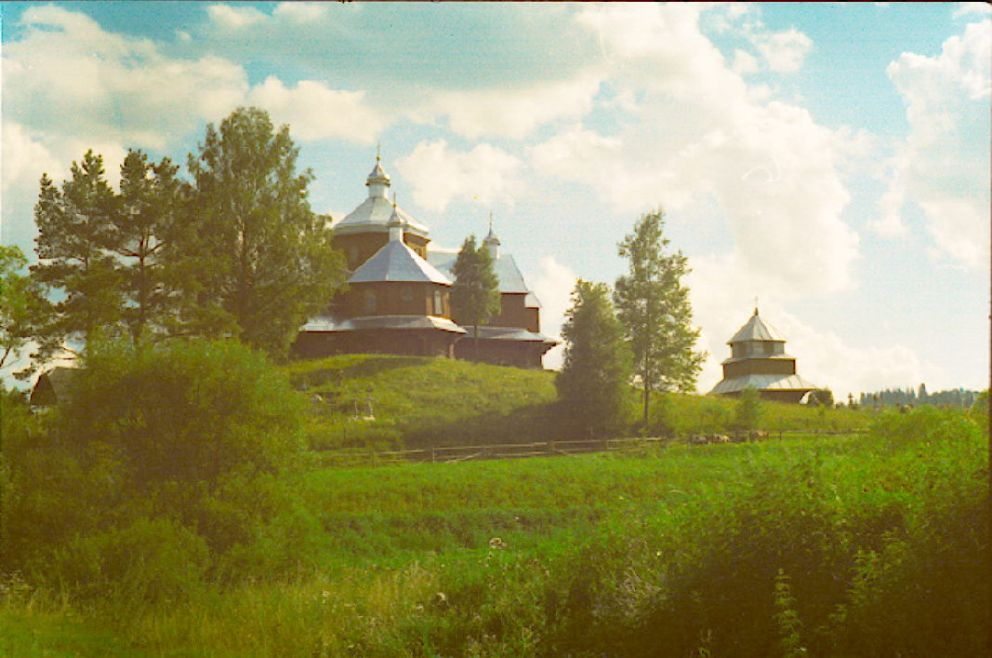
Церква Чудо св. Архистратига Михаїла в с. Плав'я-Вадрусівці
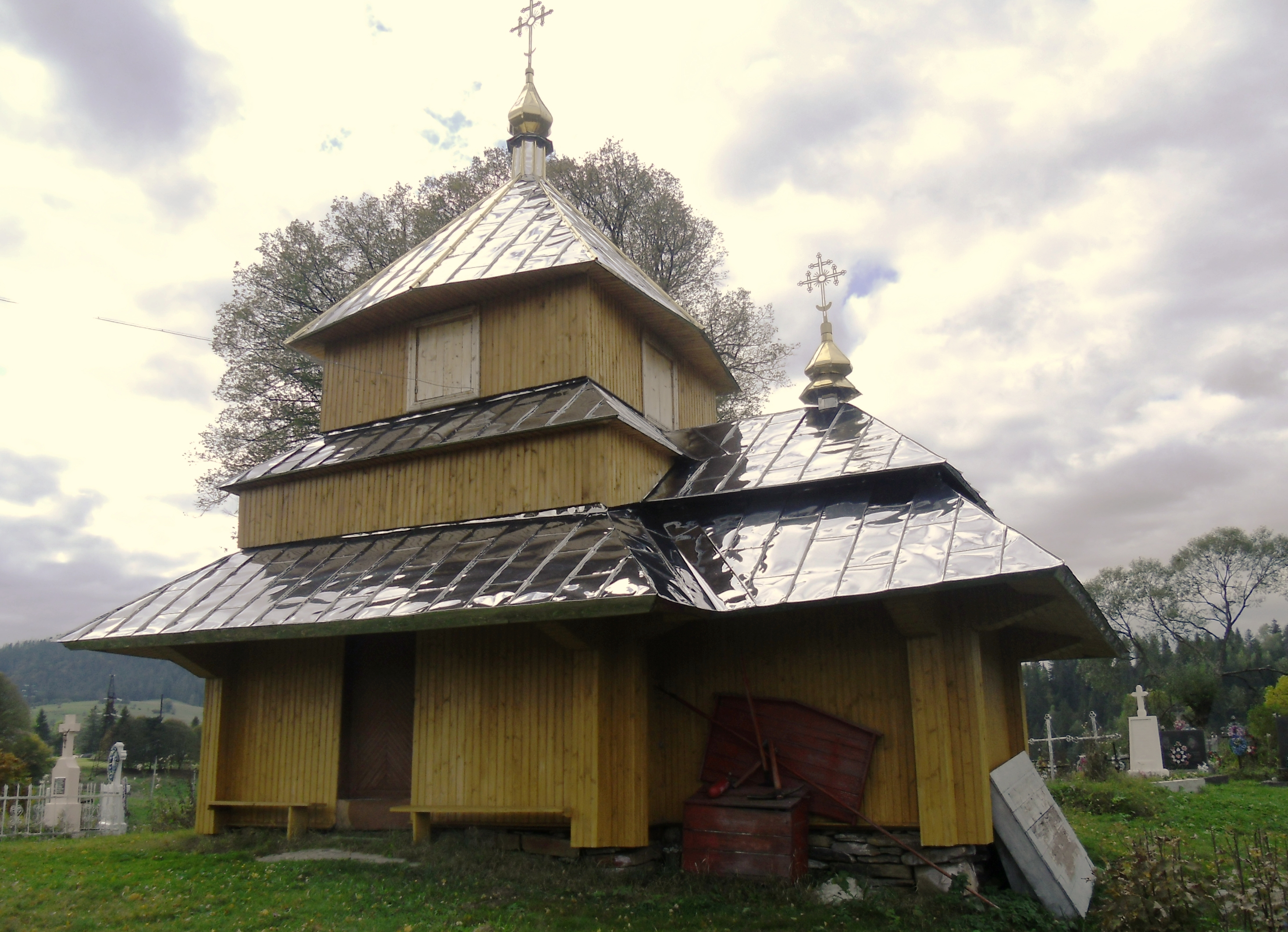
Дзвіниця церкви Св.Михаїла. Дзвіниця відновлена і реставрована після розпаду Радянського Союзу.
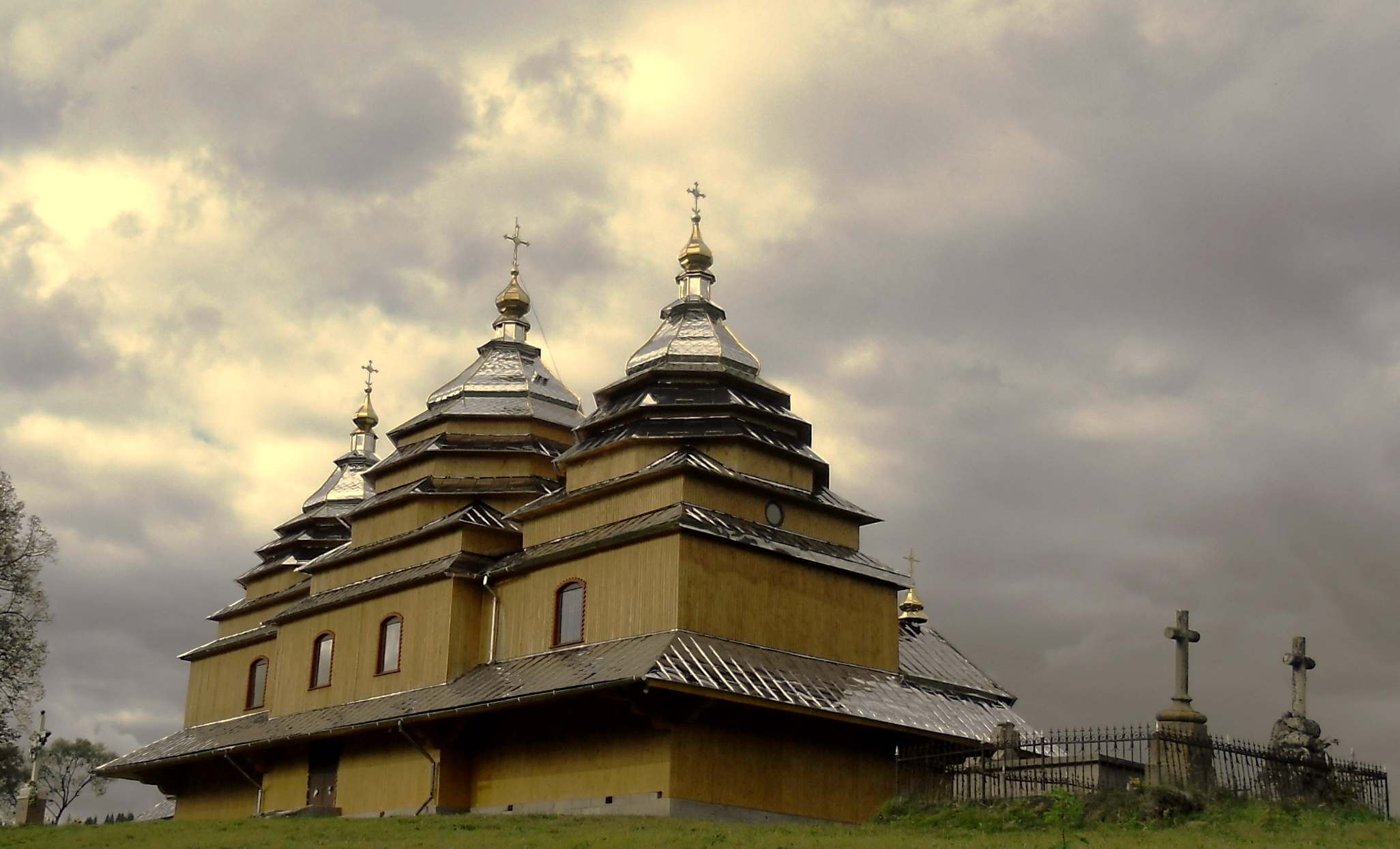
Церква Св.Михаїла. Церква відновлена і реставрована після розпаду Радянського Союзу.